# Asiohahnia
Asiohahnia là một chi nhện trong họ Hahniidae.